# De Ann&Dave-Show
De Ann&Dave-Show (vroeger: De Ann & Dave Show) was een radioprogramma op MNM, gepresenteerd door Ann Van Elsen en Dave Peters. Het eerste seizoen was het programma van maandag tot donderdag van 16 tot 19 uur te beluisteren en op vrijdag van 16 tot 20 uur op MNM. De eerste uitzending van het programma op MNM was op 5 januari 2009. Het eerste seizoen duurt tot 3 juli 2009. Het eerste seizoen haalde 374.789 luisteraars. Sinds 31 augustus 2009 was het programma in de ochtend te horen onder de naam De Ann & Dave Show in de Ochtend. Dit duurde tot 18 december 2009. Sinds 4 januari 2010 is het weer in de avondspits, de uren zijn hetzelfde als die van het voorjaar van 2009. Op vrijdag wordt er echter ook maar tot 19 uur uitgezonden. De laatste uitzending was op 2 juli 2010. Omdat Ann zich (tijdelijk) volledig gaat focussen op haar tv-werk bij VT4 komt er geen nieuw seizoen van De Ann&Dave-Show.

## De Ann & Dave Show (seizoen 1)
Uitzending: 5 januari 2009 tot 3 juli 2009
De AmbiorixcupDeze prijs wordt elke dag uitgereikt door de BV die je die dag overal op je bord kreeg. Ann en Dave bellen dan naar die BV om te zeggen dat ze die hebben gewonnen. De Ambiorixcup wordt meestal uitgereikt rond 16:15. De ultieme Ambiorixcup ging naar Koen Wauters.
De Slimste VoetballerDe Slimste Voetballer is een Quiz van De Ann & Dave show. Daarin testen ze de kennis van verschillende voetballers van verschillende voetbalclubs. De Quiz wordt meestal iets na 5 uur gehouden. Deze Quiz werd van 5 januari tot 8 mei gespeeld (Met onderbreking van de paasvakantie). Steven Defour kwam als winnaar uit de bus van De Slimste Voetballer.
De Ann & Dave Show on the road4 weken lang gingen Ann & Dave bij een stamcafé van een BV, het werd afgesloten met een grote barbecue, er kwamen ook andere BV's langs.
MammarazziEvelien Hoste brengt verslag uit van een nieuwe film.

## De Ann & Dave Show in de Ochtend (seizoen 2)
Uitzending: 31 augustus 2009 tot 18 december 2009
Op 26 juni 2009 werd rond iets na 8 uur door Peter Van de Veire aangekondigd dat hij van september tot januari niet in de ochtend zou te horen zijn omdat hij dat moeilijk zou kunnen combineren met Peter Live. Daardoor komen Ann & Dave in plaats van hem in de ochtend onder de naam: De Ann & Dave Show in de Ochtend. Tussen 9 en 10 uur is verzoekuur zoals bij Peter Van De Veire.
Het staat in de sterren geschrevenElke ochtend bellen ze rond 6u20 een Bekende Vlaming wakker om zo in zijn of haar sterren te laten kijken. Met andere woorden leest Ann Van Elsen de horoscoop voor. De BV kon kiezen uit liefde, werk, gezondheid of algemeen.
Wat is dat hier allemaal zég?De Top 3 van de opmerkelijkste berichten in de hele wereld.
De Slimste Filé Van VlaanderenTwee gewone mensen die in de file staan, kunnen tegen elkaar een quizje spelen en zo prijzen winnen.
Gsm-BingoVanaf 8.55 uur wordt er elke 10 minuten een cijfer omgeroepen. Als alle 6 cijfers in het nummer van de luisteraar stonden, kon die een gsm winnen.
MammarazziEvelien Hoste brengt verslag uit van een nieuwe film.
De Ann & Dave Kerstshow in de OchtendNaar aanleiding van de kerstperiode gingen Ann & Dave op 12 december in een kerststal staan langs de E17 ter hoogte van Nazareth.

## De Ann&Dave-Show (seizoen 3)
Uitzending: Elke werkdag van 16.00 tot 19.00 uur, met als vaste sidekick Gunther Tiré. Uitzendingdata: 4 januari 2010 tot 2 juli 2010.
In dit seizoen was Ann Van Elsen even uit de ether vanwege haar zwangerschap. Ze werd er vervangen door diverse andere vrouwen.
De Slimste VoetballerDe Slimste Voetballer is een Quiz van De Ann & Dave Show. Daarin testen ze de kennis van verschillende voetballers van verschillende voetbalclubs. De Quiz wordt meestal iets na 5 uur gehouden.
BV-TGVAnn & Dave stellen om iets voor zes 10 korte vragen aan een Bekende Vlaming. Na het nieuws van zes bellen ze de persoon terug en lopen ze de antwoorden door.
MammarazziEvelien Hoste brengt verslag uit van een nieuwe film.

## De Ann&Dave-Show stopt
Ann Van Elsen gaat vanaf het najaar 2010 voluit aan de slag bij VT4, waar ze zal er meewerken aan enkele nieuwe tv-projecten. Dat heeft tot gevolg dat Ann haar samenwerking met MNM voorlopig op een laag pitje zet en dat er in het najaar geen nieuw seizoen van De Ann&Dave-Show komt. Op 24 december 2010 maakt het programma een eenmalige comeback.